# Georg Wachschlager
Georg Wachschlager (ur. 2 listopada 1648, zm. 20 listopada 1720 w Sztokholmie) – dyplomata szwedzki. Od 1698 r. rezydent szwedzki w Polsce.